# Neriene calozonata
Neriene calozonata là một loài nhện trong họ Linyphiidae.
Loài này thuộc chi Neriene. Neriene calozonata được miêu tả năm 1989 bởi Jun Chen & Zhu.